# Ligueux (Dordogne)
Ligueux is een plaats en voormalige gemeente in het Franse departement Dordogne in de regio Nouvelle-Aquitaine en telt 204 inwoners (1999). De plaats maakt deel uit van het arrondissement Périgueux.

## Geschiedenis
Ligueux is op 1 januari 2016 met de gemeente Sorges gefuseerd tot de gemeente Sorges et Ligueux en Périgord.  

## Geografie
De oppervlakte van Ligueux bedraagt 6,8 km², de bevolkingsdichtheid is 30,0 inwoners per km².
De onderstaande kaart toont de ligging van Ligueux (Dordogne) met de belangrijkste infrastructuur en aangrenzende gemeenten.

## Demografie
Onderstaande figuur toont het verloop van het inwonertal.